# カリミアン
| 累代        | 代       | 紀                 | 基底年代 Mya |
| ----------- | -------- | ------------------ | ------------ |
| 顕生代      | 新生代   | 新生代             | 66           |
| 顕生代      | 中生代   | 中生代             | 251.902      |
| 顕生代      | 古生代   | 古生代             | 541          |
| 原生代      | 新原生代 | エディアカラン     | 635          |
| 原生代      | 新原生代 | クライオジェニアン | 720          |
| 原生代      | 新原生代 | トニアン           | 1000         |
| 原生代      | 中原生代 | ステニアン         | 1200         |
| 原生代      | 中原生代 | エクタシアン       | 1400         |
| 原生代      | 中原生代 | カリミアン         | 1600         |
| 原生代      | 古原生代 | スタテリアン       | 1800         |
| 原生代      | 古原生代 | オロシリアン       | 2050         |
| 原生代      | 古原生代 | リィアキアン       | 2300         |
| 原生代      | 古原生代 | シデリアン         | 2500         |
| 太古代      | 太古代   | 太古代             | 4000         |
| 冥王代      | 冥王代   | 冥王代             | 4600         |
| 1. 2. 3. 4. |          |                    |              |

カリミアン（英：Calymmian; ギリシア語：κάλυμμα (kálymma); MP1、中国語：盖层纪（蓋層紀））は、16億年前から14億年前にあたる中原生代最初の地質時代（紀）の一つ。日本語名は決められていない。層位学ではなく時間測定的に定義された。
名称はこの紀の特徴的な既存の堆積岩・火山岩の堆積物（platform covers）の拡大、すなわちクラトン化して間もない地殻上の大陸棚から、ギリシャ語で「覆い」を意味するcalymmaに由来する。
15億年前頃にコロンビア超大陸が分裂した。